# Grande friso de Trajano
O grande friso de Trajano é um friso esculpido que se supunha estar localizado no fórum homónimo na Roma. Retratava os feitos do imperador Trajano no final da conquista da Dácia, que culminou com um triunfo, como uma continuação da história da Friso Coclídeo de Trajano e cujo tema é, portanto, referente aos anos finais de 106-107.

## Datação
Alguns estudiosos propuseram também atribuir este relevo à era de Domiciano e às suas guerras dácias, tanto que um dos máximos estudiosos contemporâneos Filippo Coarelli da arte romana, não exclui esta datação a priori, pelo menos com base apenas em dados estilísticos, considerando que todos os retratos do imperador foram retrabalhados na era Constantiniana. E novamente Coarelli acrescenta que a sua localização inicial não nos é conhecida e que a sua proveniência do Fórum de Trajano, contrastaria com a descrição dada por Ammianus Marcellinus no século IV, segundo o qual a praça do fórum ainda estava perfeitamente preservada (e, portanto, muito depois da reutilização do friso no Arco de Constantino), como evidenciado pela maravilha de Constâncio II em visita Roma em 357:
| “                                              | [...] quando [Constâncio II] chegou ao Fórum de Trajano, que julgamos ser uma construção única no mundo, maravilhado também com o consentimento dos Deuses, parou atónito, olhando em redor para as imponentes construções, difíceis de descrever e já não imitáveis pelos mortais. E deixando assim de lado a esperança de se empenhar na construção de obras semelhantes, disse que queria e só podia imitar a Cavalo de Trajano, situada no meio do átrio, que o imperador transportava. | ” |
| — Ammianus Marcellinus, Res gestae, XV, 10, 15 | |   |

## Composição e posicionamento

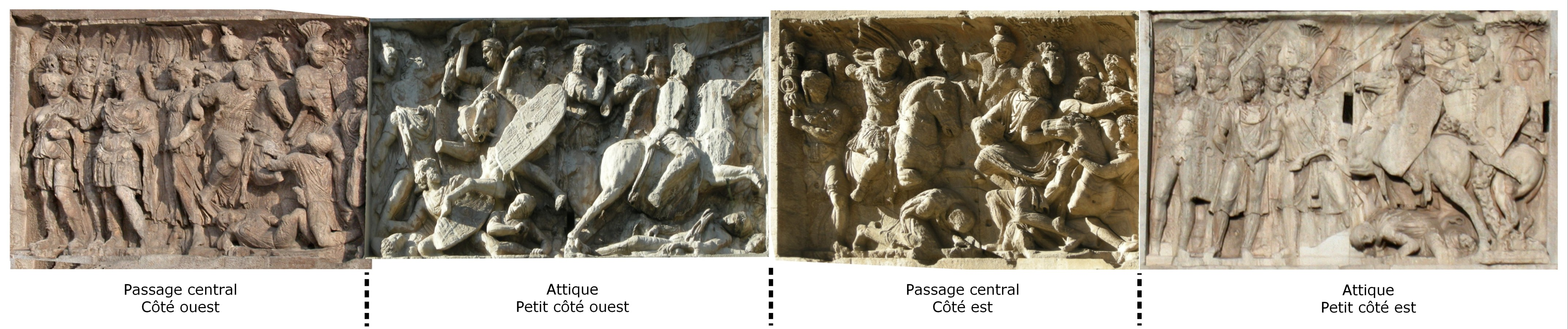
Reconstrução fotográfica do grande friso de Trajano: primeira parte (extrema esquerda): Trajano a entrar em Roma ' '; segunda parte: Os prisioneiros são perseguidos por um ataque da cavalaria liderada pelo próprio imperador e seguida por signiferi e cornicini; terceira parte: Conquista de uma aldeia Dácia pela cavalaria e pela Infantaria romana empurrando os prisioneiros; quarta parte (extrema direita): Os soldados mostram as cabeças decepadas dos bárbaros. Os moldes dos painéis reutilizados, recompostos na ordem original, encontram-se no Museu da Civilização Romana.

O friso era constituído por lajes de mármore pentélico (cada uma com aproximadamente 2,25/2,30 m de comprimento), das quais se conservam quatro painéis (cada um composto por duas lajes), reaproveitados no Arco de Constantino: dois na passagem do fórnice central e dois no topo nos lados curtos do sótão. Os quatro painéis reutilizados encaixaram na perfeição, comprovando que originalmente se tratava de um único friso de grandes dimensões, com aproximadamente 3 m de altura e pouco mais de 18 m de comprimento, com algumas figuras em primeiro plano, com aproximadamente 2,30 metros de altura .
O friso pode ter sido completado por outras lajes, parcialmente perdidas e parcialmente identificadas a partir de fragmentos no Louvre, no Antiquário do Fórum Romano e no  Museu Borghese  (neste último haveria fragmentos de um'adlocutio que Bandinelli supõe antes da batalha à direita do friso): o discute-se ainda a reconstrução do seu comprimento total (até 28-32 metros, num total de 12 ou 14 lajes) e a identificação da sua localização original.
Filippo Coarelli colocá-lo-ia ao longo da fachada exterior da Basílica Ulpia, Anne Marie Leander Touati ao longo dos pórticos laterais da praça, Sandro Stucchi nas costas da Basílica Ulpia, no pátio onde se encontrava a Coluna de Trajano.
A admiração de Constâncio II em 357 pelo complexo de Trajano, conhecida pelas fontes sugeriu que o friso, já reutilizado no arco na altura, não tinha sido retirado dos edifícios trajanos do fórum: Werner Gauer assumiu uma localização original no contexto do A reconstrução de Trajano do Fórum de César e Ranuccio Bianchi Bandinelli do Fórum de Nerva.
Os moldes das lajes do Arco de Constantino foram recompostos na sua unidade original para a "Exposição Augusta da Romanidade" (inaugurada a 23 de Setembro de 1937 no Palazzo delle Esposizioni de  Roma ). Posteriormente, foram expostos em permanência (a partir de 21 de Abril de 1955) no Museu da Civilização Romana em Roma.

## Descrição
O friso, nas partes correspondentes ao arco, representa (da esquerda para a direita), Trajano a entrar na Roma, coroado por uma Vitória e levado para a cidade pela personificação de Virtus em vestido Amazonco; alguns prisioneiros dácios são perseguidos por um ataque da Cavalaria romana liderada pelo próprio imperador e seguida por signiferi e cornicini; posteriormente, vemos a conquista de uma aldeia dácia (esculpida em segundo plano) pelas forças romanas conjuntas de cavalaria e infantaria romana que cercam os dácios e os fazem prisioneiros; ao fundo os soldados (entre o terceiro e o quarto painéis) mostram as cabeças decepadas dos bárbaros. A representação que faltava, segundo Bianchi Bandinelli, deveria continuar com o imperador carregado em triunfo.
O friso histórico, onde os Dácios são bem reconhecíveis nos seus trajes, foi comparado com os relevos da Coluna de Trajano, levando à hipótese da presença do mesmo mestre nas duas obras, ainda que aqui a intenção dos fiéis reconstrução histórica dos acontecimentos e da linha do tempo, embora algumas cenas sejam semelhantes (cena 51, Trajano recebe as cabeças de dois líderes dácios e as cenas de cavalaria em carregar). Se for a mesma mão, pelo menos nos desenhos e na concepção, ainda nos deparamos com dois conteúdos diferentes (narrativo-crónico e comemorativo-simbólico) expressos com linguagens diferentes, apesar de alguns traços comuns inequívocos, como o sulco de contorno para as figuras , alguns esquemas composicionais e o retrato dos bárbaros derrotados como adversários honrados. A presença da cena do adventus ("regresso"), não presente na Coluna, constitui uma espécie de continuação da história das proezas de Trajano, embora com um intuito mais laudatório e comemorativo.

## Estilo
O estilo do friso é "barroco", com uma composição cheia e complexa, com o uso de um rico claro-escuro , com uma notável sensação de espacialidade dada pelos elementos não dispostos sobre um fundo plano, mas variadamente "flutuantes" (cabeças, árvores, lanças).

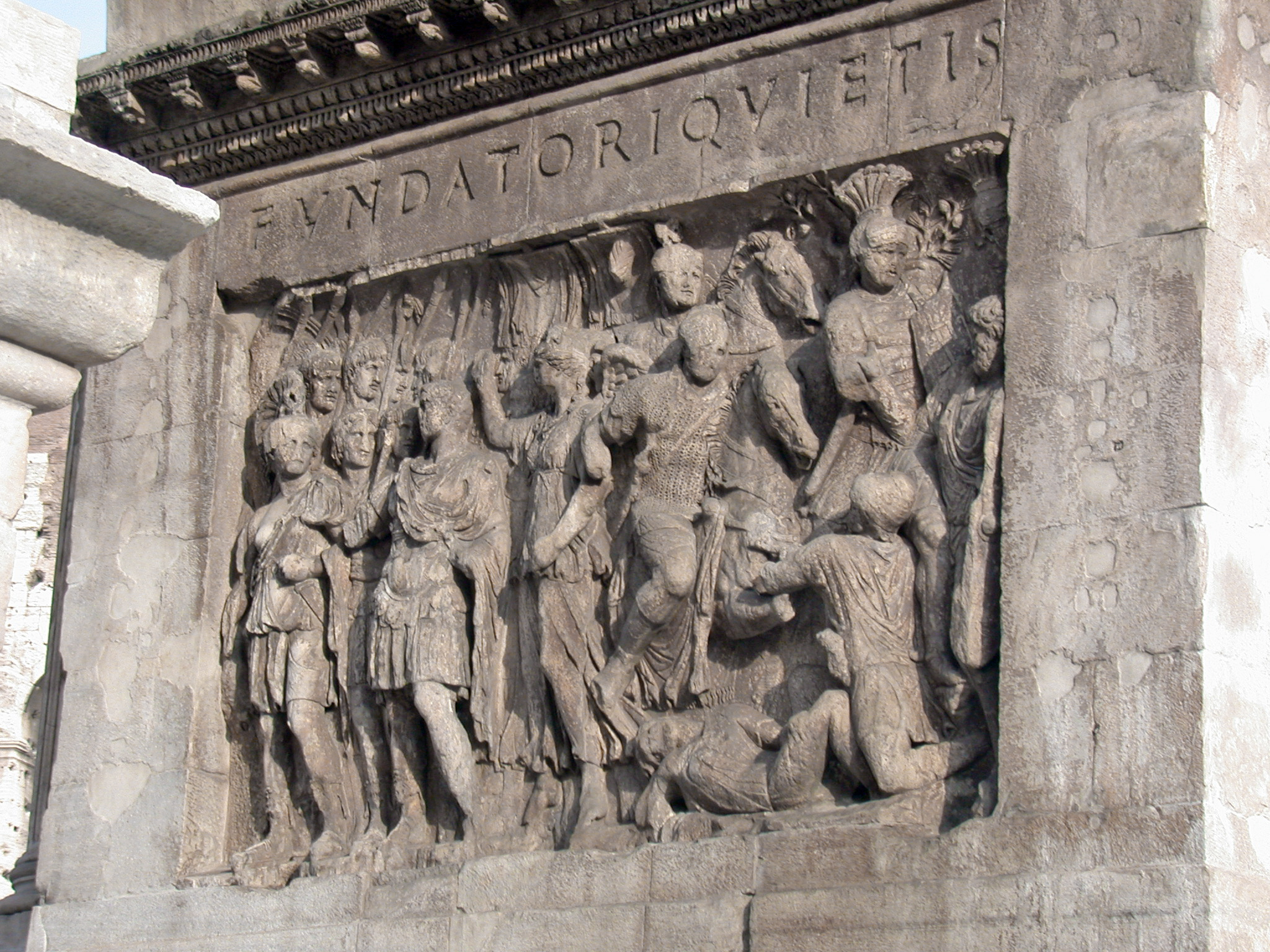
Primeira parte (extrema esquerda):Trajano que entra ema Roma
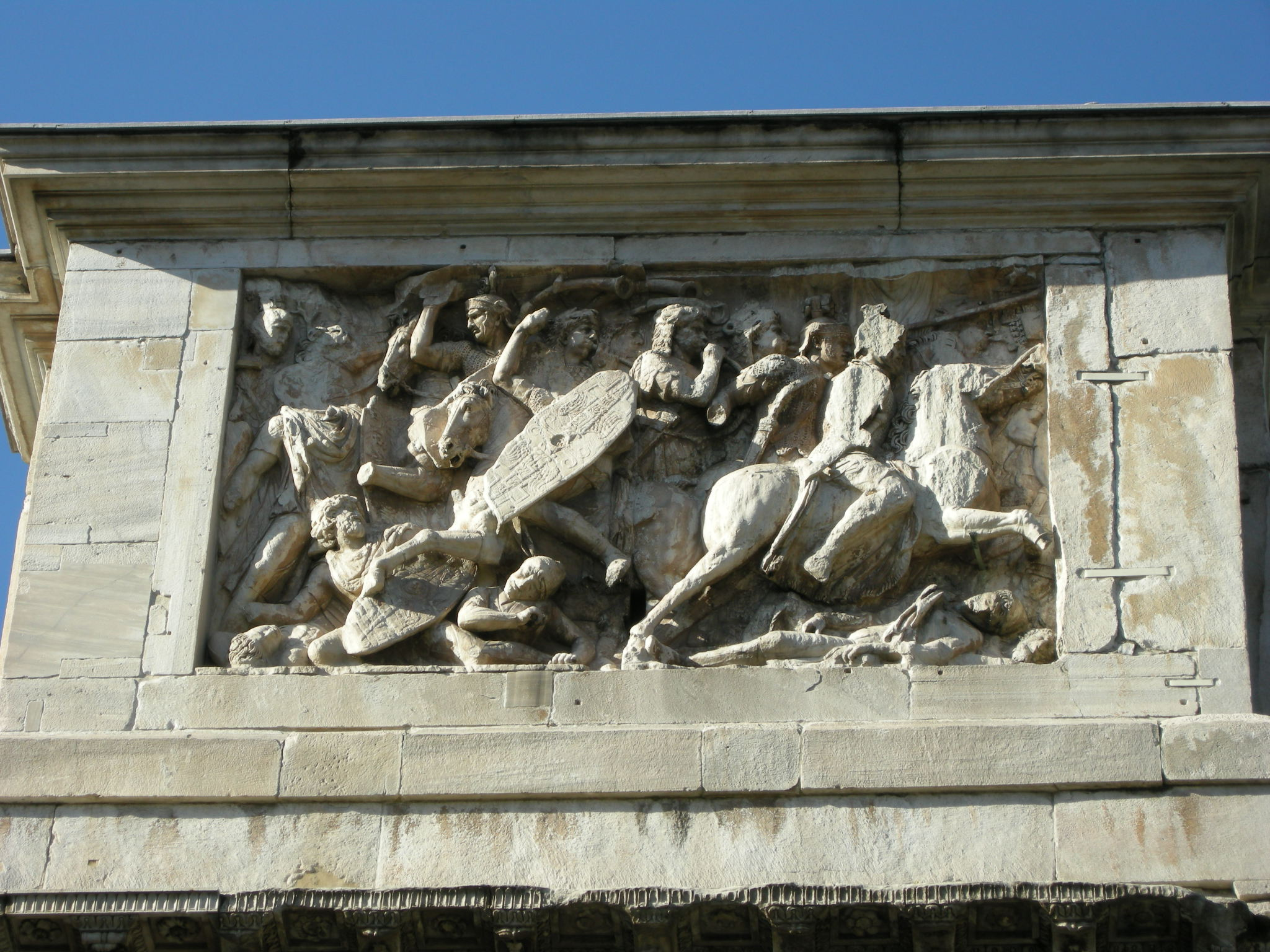
Segunda parte: Os prisioneiros são perseguidos por um ataque da cavalaria liderada pelo próprio imperador e seguida por signiferi e cornicini
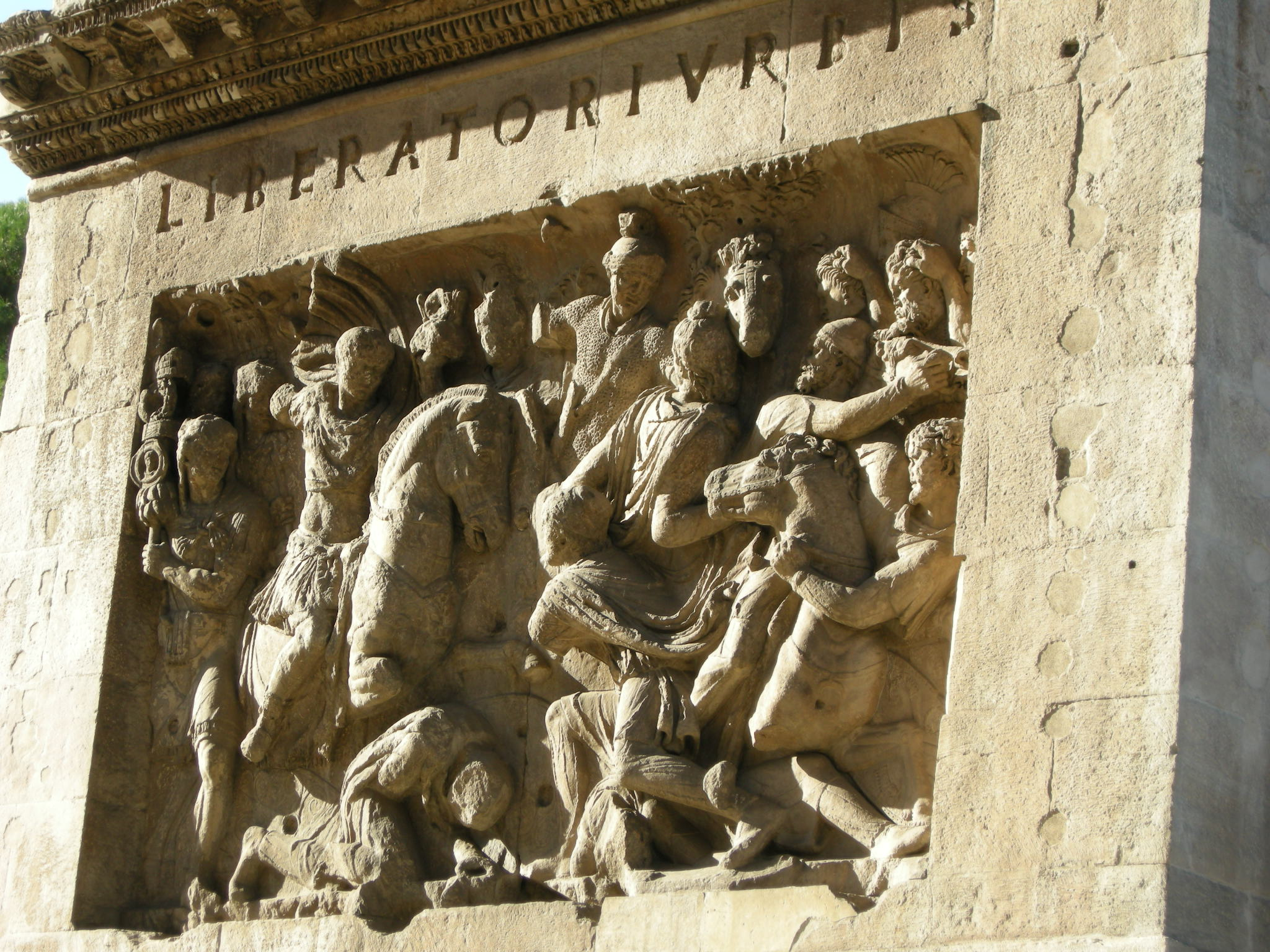
Terceira parte: Conquista de uma aldeia Dácia pela cavalaria e pela Infantaria romana empurrando os prisioneiros
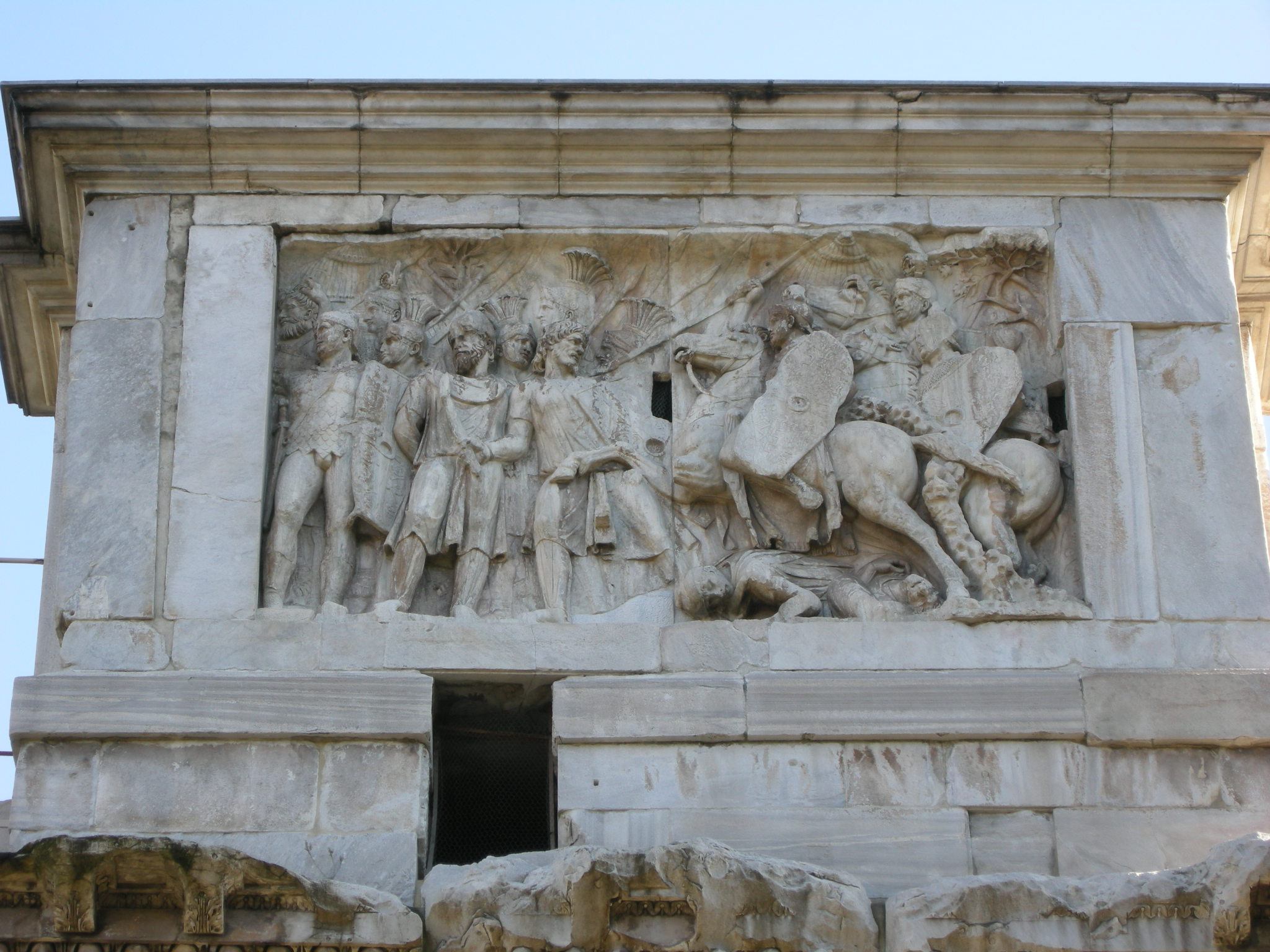
Quarta parte (extrema direita): Os soldados mostram as cabeças decepadas dos bárbaros